# Heliocopris sirius
Heliocopris sirius är en skalbaggsart som beskrevs av Gillet 1925. Heliocopris sirius ingår i släktet Heliocopris och familjen bladhorningar. Inga underarter finns listade i Catalogue of Life.